# (4953) 1990 MU
1990 أم يو (ويعرف أيضًا باسم (4953) 1990 أم يو وفق تسمية الكوكب الصغير) (بالإنجليزية: 1990 MU)‏ هو كويكب ضمن حزام الكويكبات؛ وترتيبه 4953 من حيث الاكتشاف.
اكتُشف هذا الجُرم الفلكي بواسطة روبرت إتش ماكنوت في 23 يونيو 1990.

## وصلات خارجية
- (4953) 1990 MU في قاعدة بيانات مختبر الدفع النفاث لأجرام النظام الشمسي الصغيرة

- الاكتشاف · مخطط المدار ·  العناصر المدارية · المعلمات المادية

- (4953) 1990 MU على موقع ويكي سكاي: DSS2, SDSS, GALEX, IRAS, Hydrogen α, X-Ray, Astrophoto, Sky Map, Articles and images